# Sedum leucocarpum
Sedum leucocarpum är en fetbladsväxtart som beskrevs av Adrien René Franchet. Sedum leucocarpum ingår i Fetknoppssläktet som ingår i familjen fetbladsväxter. Inga underarter finns listade i Catalogue of Life.